# Joachim Brock (Herpetologe)
Joachim Brock (* 7. Juni 1923 in Cannstatt; † 24. Februar 2005 in Bad Cannstatt) war ein deutscher Herpetologe, Krokodilzüchter und Zahnarzt. Große Bekanntheit erlangte Brock durch seine erfolgreiche Haltung und Zucht verschiedener Krokodilarten und zahlreicher Publikationen darüber.

## Leben
Im Zweiten Weltkrieg, an dem er als Leutnant zur See beteiligt war und worüber er auch autobiografisch publizierte, erlebte Brock 1945 den Untergang der Wilhelm Gustloff.
Nach Ende des Krieges studierte er Zahnmedizin und promovierte 1955 zum Dr. med. dent. 1971 heiratete er Renate, die Ehe hielt 34 Jahre lang bis zu seinem Tod.

## Herpetologische Tätigkeit und Krokodilzucht
Brock züchtete verschiedene Schildkröten-, Unken- und Krokodilarten. Mit der Haltung von Krokodilen begann er bereits in den 1950er-Jahren.
Aufmerksamkeit erhielt er jedoch für seine Zuchterfolge von Krokodilen. Über 120 Jungtiere verschiedener Krokodilarten und -unterarten entstammten seiner 40-jährigen Zucht.
1987 gelang Brock die deutsche Erstzucht des Keilkopf-Glattstirnkaimans (Paleosuchus trigonatus).
Bereits 1960 publizierte Brock erste Texte in verschiedenen herpetologischen Fachzeitschriften. Diese Tätigkeit setzte er bis zu seinem Tod fort. Er berichtete unter anderem über die Haltung und Zucht sowie die Aufzucht von Baby-Krokodilen. Auch wissenschaftliches Publikum erreichte Brock, unter anderem durch Publikationen in den Fachzeitschriften herpetofauna und Reptilia, in der er 2001 einen Artikel über „Sinn und Unsinn der Richtlinien zur Haltung von Panzerechsen“ veröffentlichte.
Brock wurde unter anderem als "Vater der Krokodile" oder "Krokodil-Papst" bezeichnet. Sein bekanntestes Werk Krokodile. Ein Leben mit Panzerechsen wurde mehrfach aufgelegt. Joachim Brock publizierte auch unter dem Pseudonym Bert Hämmerli.

## Bibliographie
- Joachim Brock: Krokodile. (Kleine Datz-Bücher Nr. 22). Stuttgart 1965, 2. überarb. Aufl., 48 S.
- Joachim Brock: Der Krokodilprozess. Eine leider wahre Begebenheit. Herpetofauna-Verlag. Ludwigsburg 1980, 84 S. (Über einen Gerichtsprozess wegen der Haltung von Panzerechsen im privaten Gewächshaus Brocks)
- Joachim Brock: Krokodile. Ein Leben mit Panzerechsen. Natur und Tier-Verlag. Münster 1983 / 2022, 160 S.
- Joachim Brock: Nackt in den Tod. Der Untergang der „Wilhelm Gustloff“. Kaiser Verlag. Klagenfurt 1986 (erstmals 1971), 399 S.